# Beleg van Calais (1596)
Het Beleg van Calais in het jaar 1596 was de inname van de Franse stad Calais voor het Spaanse Rijk door Albrecht van Oostenrijk. De belegering, van 8 april tot en met 24 april, was door een alliantie tussen Frankrijk, Engeland en de Verenigde Provinciën onderdeel van de Hugenotenoorlogen, de Spaans-Engelse Oorlog (1585-1604) en de Tachtigjarige Oorlog. De "Triple Alliantie" betekende voor de Verenigde Provinciën erkenning als onafhankelijke staat.

## Aanloop

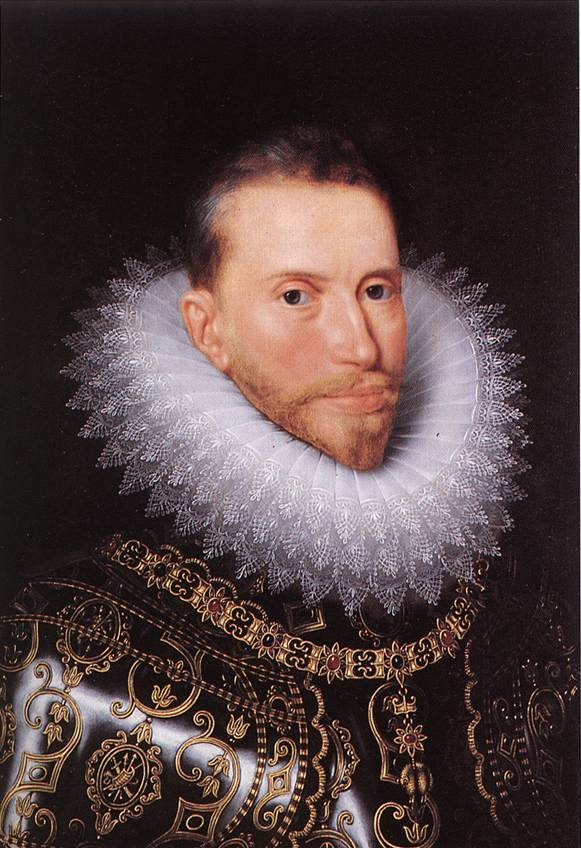
Albrecht van Oostenrijk, door Frans Pourbus

Calais maakte oorspronkelijk deel uit van het graafschap Artesië, tot de Engelsen het bij het beleg van Calais veroverden in 1347 en het tot 1558 een Engelse exclave bleef. Toen veroverden de Fransen het.
Hendrik IV van Frankrijk was in de eindfase beland van de maandenlange belegering op het in Spaanse handen zijnde La Fère. Toen ineens Albrecht van Oostenrijk verscheen met een leger van dertien- tot vijftienduizend man, voor Calais. Een groot deel daarvan bestond uit doorgewinterde Spaanse en Italiaanse veteranen. Albrecht had daarbij een list gebruikt. Het leek er even op alsof hij La Fère wilde ontzetten, maar keerde ineens om met het leger, in de richting van Calais. Hij liet zijn troepen de stad omsingelen.
De Engelsen hadden hier geen rekening mee gehouden. Zij waren er op berekend dat zij hun Franse bondgenoot zo weinig mogelijk zouden moeten bijstaan. Hendrik IV had daarvoor een aanbod moeten afslaan van de Engelse koningin. Zij was bereid om enkele Franse havens te versterken met tienduizend Engelsen. In ruil voor deze "hulp" wilde Elizabeth wel het beheer van Calais volledig in Engelse handen krijgen. Ondanks dat werden onmiddellijk in Dover door Robert Devereux voorbereidingen getroffen om uit te varen. De kanonschoten waren tot in Greenwich nog te horen geweest.
Beter ging het met de Staatse samenwerking. Maurits van Nassau, de latere prins van Oranje, had de voorgaande zomer nuttig besteed door militaire disciplines te oefenen met zijn leger. Hij kon de ervaringen nu in de praktijk brengen. Zodra hij het nieuws vernam ging hij naar Zeeland, intussen troepen wervend om vooruit te sturen.

## Beleg

### Stad gaat over bij verdrag

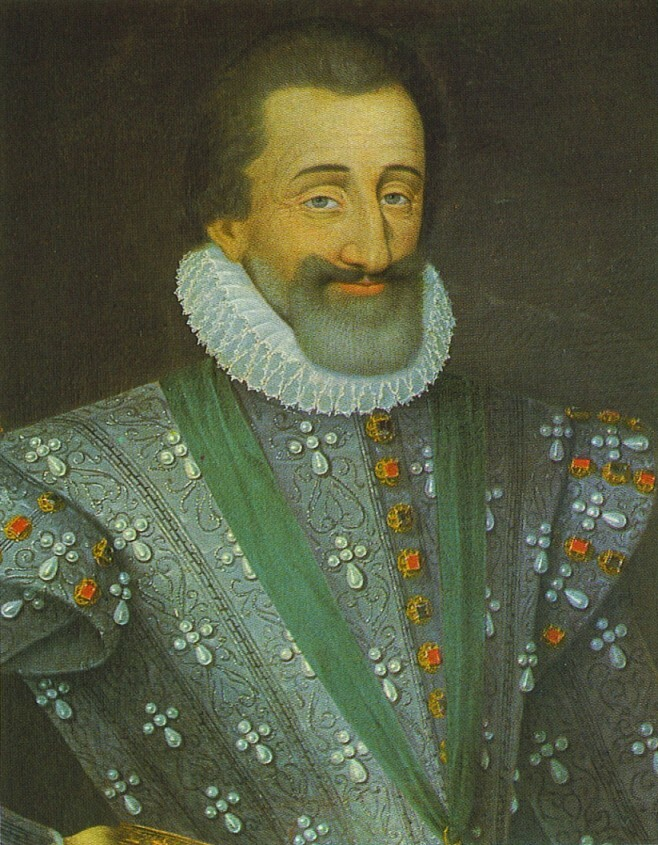
Hendrik IV van Frankrijk

De Engelsen waren reeds op de hoogte gebracht dat de beste kant om Calais te ontzetten het door de Fransen aangelegde oostelijk gelegen ravelijn was. Binnen Calais zou men ook alles doen om deze te behouden. Men wenste een versterking van tienduizend man. Deze werden uiteindelijk op last van de Engelse koningin voor een expeditie naar Cadiz verplaatst. Albrecht had slechts twee of drie van zijn voornaamste veldheren zijn werkelijke plannen medegedeeld. Toen ze naar La Fère trokken keerde plotseling Rhone met keurtroepen om in de richting van Calais. Voor de brug lag de schans Nieulei die ze zonder moeite innamen. Daarna vielen ze de schans van Risbane aan. Deze lag aan de havenmond en was van groot belang voor Calais. Ondanks hevig verzet op deze schans moesten ze toch de schans middels verdrag overgeven. Dankzij deze spoedige voortgang van zaken moest een vloot uit Bologna omkeren die de haven al genaderd was om de stad te ontzetten. Toen Albrecht het nieuws vernam keerde hij prompt om en liet zijn legers de stad omsingelen waarbij hij nog enkele voorsteden aanviel om verzekerd te zijn van rugdekking. Bij Calais verging het net zo voorspoedig voor Albrecht, de beschietingen waren nog niet goed en wel begonnen of het garnizoen was gedwongen zich terug te trekken op de citadel.

### Citadel wordt bestormd

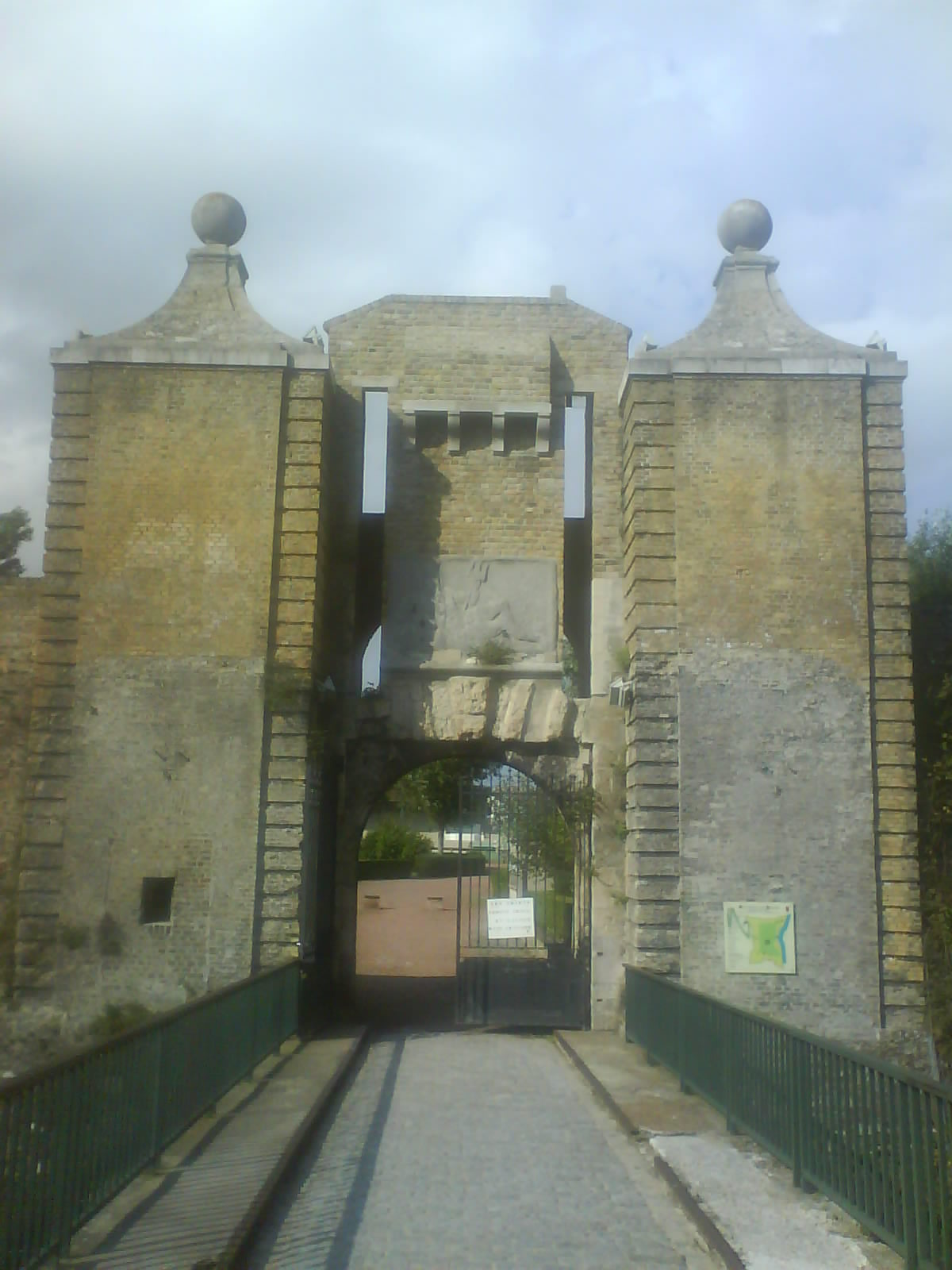
La Porte de Neptune, toegangspoort tot de citadel

Het was de gouverneur van Bologna, Campagnolo, nog gelukt twee- à driehonderd man aan versterkingen binnen de citadel van Calais te brengen, in de nacht van 22 april. Het was eb en men kon zodoende de citadel naderen vanaf de zee. Soms moesten ze door het water waden tot aan hun nek, soms zwemmend voor hun leven, om dan de volgende dag afgeslacht te worden met de reeds aanwezige bezetting. Zodra de versterkingen binnen waren, vielen zij in Spaanse handen zodat de aanvaller nu over gijzelaars beschikten. Toen schoot een kanon vanaf de citadel op de inmiddels bezette stad, een schildwacht kwam daarbij om het leven. De Rosne was furieus, hij zag dit als een vertrouwensbreuk en liet vervolgens op de niet al te sterke kasteelmuren terugschieten.
Het schijnt dat Filips Willem tijdens die gebeurtenis over stalen zenuwen beschikte. Tijdens het beleg was hij steeds op de plekken waar de strijd het hevigst was. Er werd vanuit de stad met het kanon geschoten waardoor in een klap twee of drie Spanjaarden gedood werden. De resten van de slachtoffers schijnen bij hem op het gezicht gespat te hebben, waarna Filips Willem zou hebben gezegd: "Ik ben van te edelen huize om vrees te voelen voor de dood". Op dat moment was Maurits onderweg naar Calais met twintig schepen.
Tegelijkertijd hadden de aanvallers succesvol een bres in de kasteelmuur geschoten. De eerste bestorming werd voornamelijk door Hollanders en Zeeuwen geblokkeerd waarbij veel doden onder hen vielen, inclusief de twee kapiteins Dominique en Le Gros. Tijdens een tweede bestorming lukte het de Spanjaarden door te stormen. Daarbij werd bijna het hele garnizoen (op de Hollanders en Zeeuwen na) gedood. Er waren vijfduizend mensen, soldaten en burgers, op de citadel geweest, de meesten werden gedood of gevangengenomen. Op 17 april viel het doek voor Calais, nog voor de hulptroepen uit Engeland waren ingescheept. De stad werd na een beleg van negen dagen, en het kasteel werd op 24 april, zeven dagen later, met een bestorming ingenomen. Dit alles in weerwil van de vierduizend Fransen die de stad hadden verdedigd en de Engelse en Staatse troepen die nog een ontzet hadden ondernomen.

## Nasleep

### Alliantie

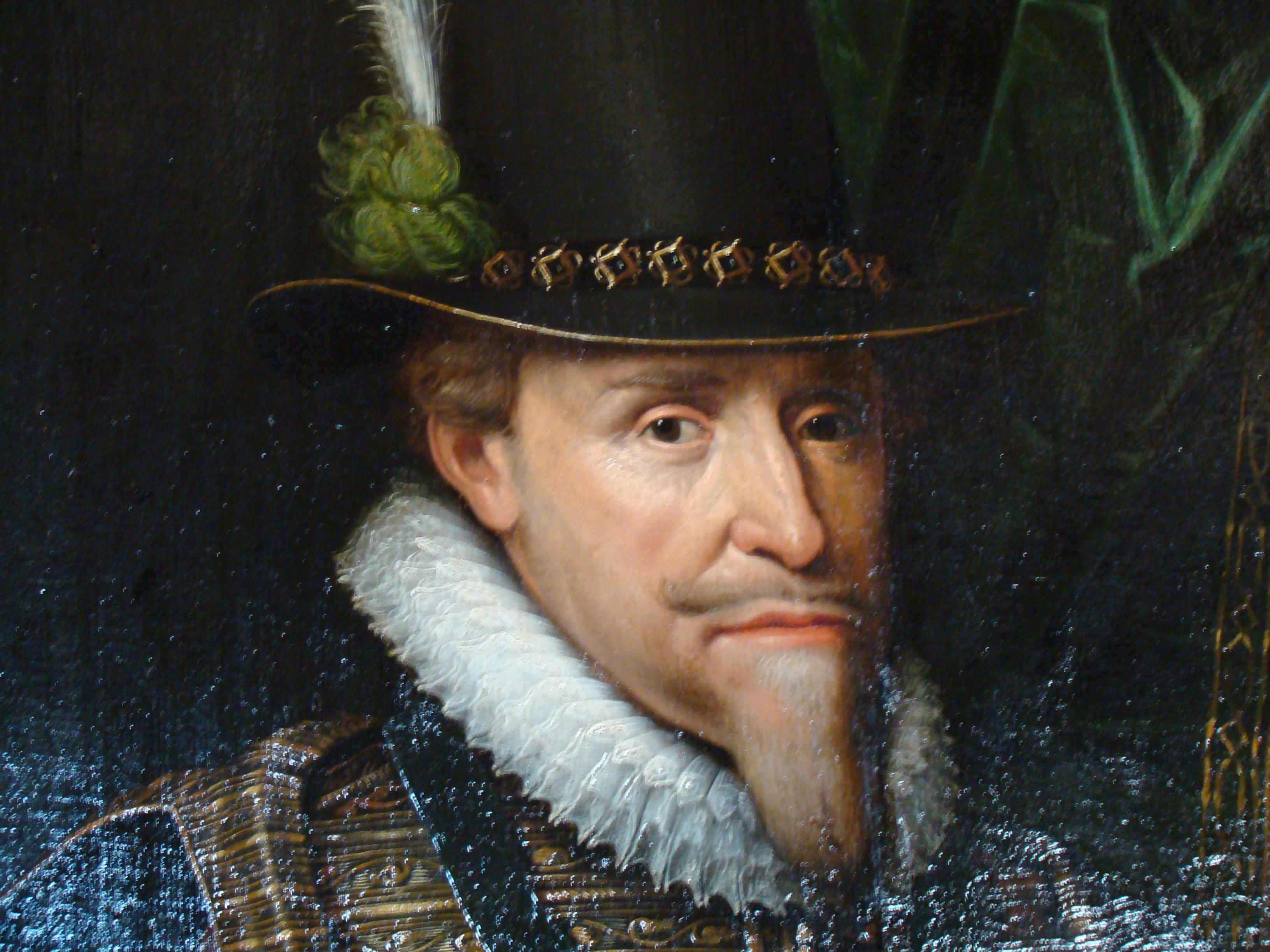
Maurits van Oranje

De samenwerking was niet echt geslaagd, alhoewel de Franse koning zeer te spreken was over prins Maurits. Herhaaldelijk sprak hij ongebonden over het schrille contrast tussen hem en de Engelse koningin. Maurits was in persoon komen opdagen om de Fransen te ontzetten. De koning hoopte dat de Staatsen zouden terugkeren om Calais te heroveren, onder bevel van Maurits. De koning voegde daar aan toe dat alleen Maurits al voor duizend man staat. Uit een brief van Maurits bleek dat hij Calais tot een mijl was genaderd toen Calais gevallen was. Maurits had twee dagen voor zijn vertrek de vrijheer van Sednisky vooruit gestuurd, maar die was omgekeerd en Maurits tegemoet gevaren met het slechte nieuws. Maurits schreef in de brief dat zijn vloot vier dagen vertraging opgelopen had door windstilte, tegenwind, mist en onweer. Henry was minder te spreken over de Engelsen. Hij zette de situatie op scherp; indien Elizabeth zich niet welwillender zou opstellen zou hij vrede sluiten met het Spaanse Rijk. Elizabeth had niet veel keus. Er was al een oproer aan de Theems voorgevallen, wegens het verlies van Calais. Er werd een verdrag gesloten tussen Engeland, Frankrijk en de Verenigde Provinciën. Maurits en Van Oldenbarnevelt ondernamen geen pogingen meer om een soevereine vorst voor de Nederlanden te vinden. In de Instructie van 12 april 1588 werd bepaald dat de politieke macht voortaan zou worden uitgeoefend door de Raad van State, hoewel die feitelijk bij de Staten-Generaal zou komen te liggen. Daarmee was zonder formeel besluit de Republiek der Verenigde Provinciën geboren.

### Voortgang

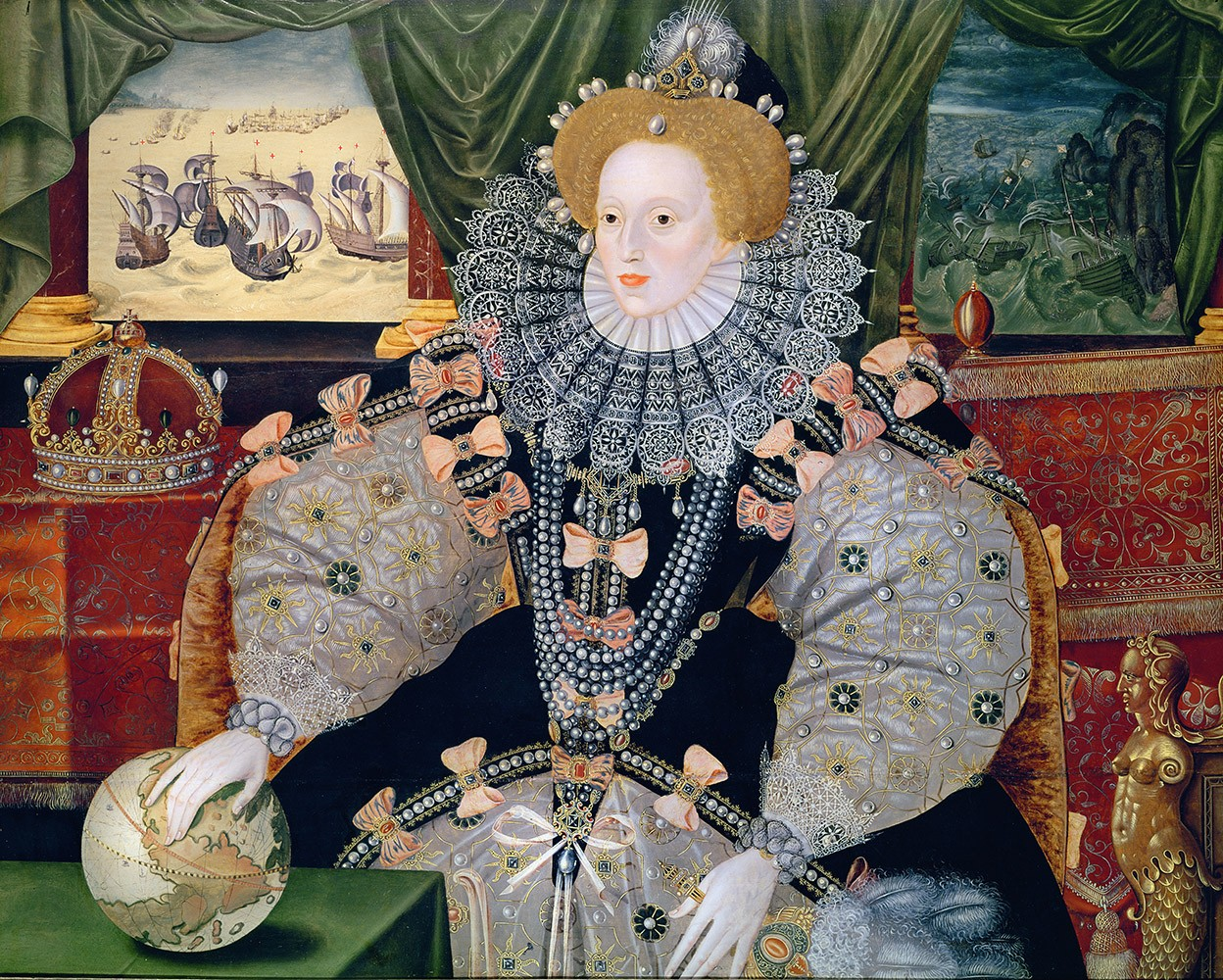
Elizabeth I van Engeland

Albert zette er vaart achter, meteen na de inname van Calais liet hij Ardres belegeren. Ardres en de kastelen Guynes en Ham moesten zich snel overgeven. Zowel de Franse koning als de Nederlanders moesten met lede ogen aanzien dat de sleutel van Het Kanaal nu in Spaanse handen was. Zij hadden immers ook Duinkerke al in handen, wat inmiddels een piratennest was geworden. De vrees bestond dat nu ook Calais dat lot was beschoren. Zo keek men in Vlaanderen tegen het door de Staatsen bezette Oostende aan, waar vanuit plundertochten over heel Vlaanderen werden ondernomen. De Vlamingen drongen dan ook bij Albrecht aan om Oostende te belegeren. Twaalfhonderdduizend kronen boden ze Albrecht als hij op het aanbod zou ingaan. Albrecht liet in juni de omgeving van Oostende verkennen, maar zag geen mogelijkheid tot een belegering.
Hij zag daarin meer in een mogelijkheid om Hulst te belegeren. Maurits van Oranje en Willem Lodewijk van Nassau-Dillenburg hadden nog een onsuccesvolle poging tot ontzet uitgevoerd, maar de stad viel op 18 augustus 1596 toch in Spaanse handen. Nadat de Engelse koningin meer dan tweeduizend man ondersteuning had laten overplaatsen naar Cadiz, werden daardoor vijfduizend verdedigers in de steek gelaten. Maurits had een waardevolle les geleerd, hoewel een alliantie noodzakelijk was in de strijd, moest het niet als vervanging van eigen troepen worden beschouwd. Hij zou daarentegen een zeer succesvol jaar voor de boeg krijgen tijdens zijn veldtocht van 1597.
Na de inname van Calais maakte de stad een tweetal jaren deel uit van de Spaanse Nederlanden, om dan te worden teruggeven aan Frankrijk bij de Vrede van Vervins in 1598.